# För tron, tsaren och fosterlandet

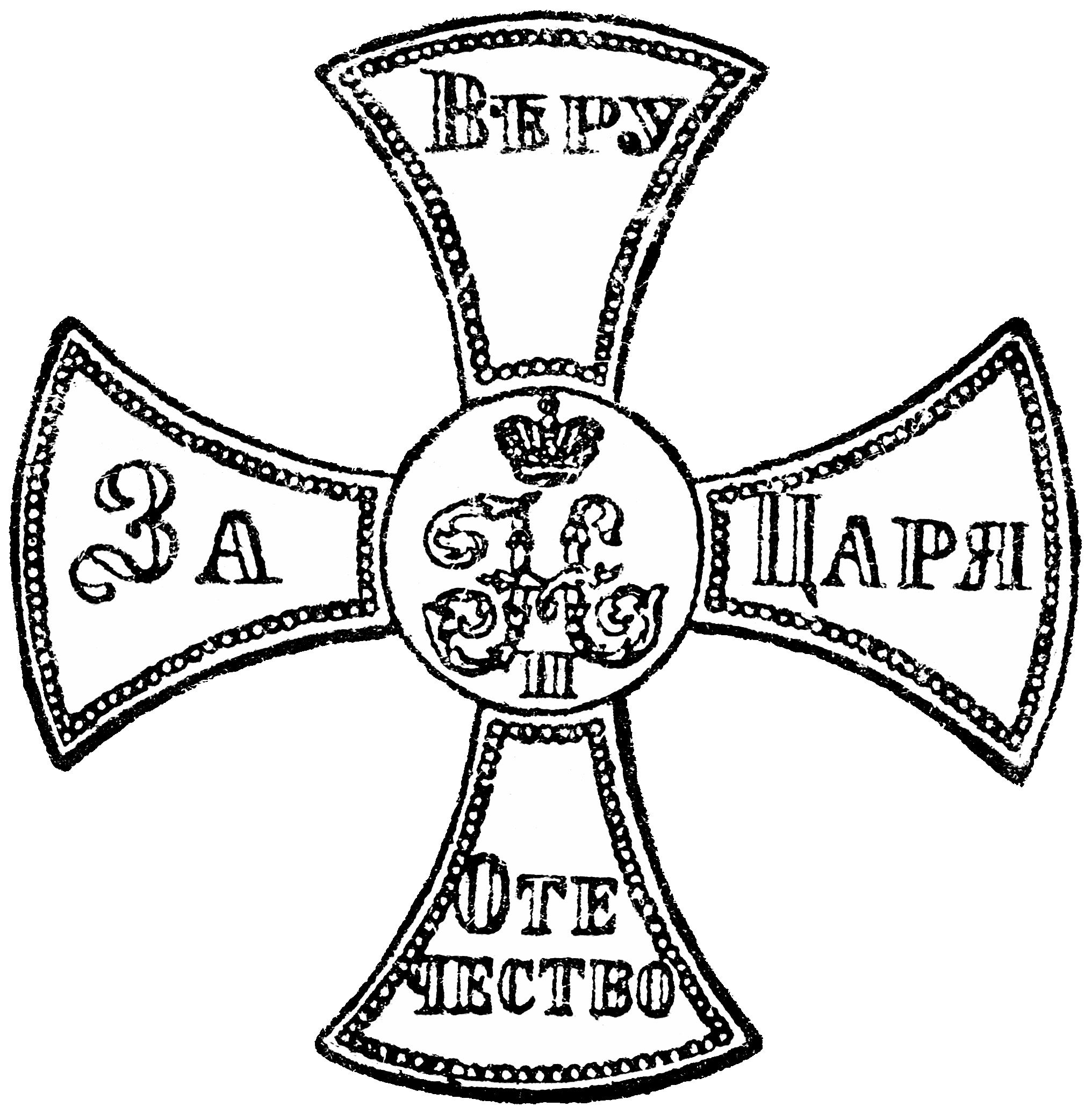
Kors med mottot på.

För tron, tsaren och fosterlandet (ryska: За Веру, Царя и Отечество; translitteration: Za Veru, Tsarja i Otechestvo) är ett ryskt motto som spreds under 1800-talet i dåvarande Kejsardömet Ryssland.
Numera används mottot främst av moderna monarkister och ryska nationalister.

## Historik
Vem som kom på mottot är inte känt. År 1812 infördes mottot "För tron och tsaren" på ett emblem för tsar Alexander I av Ryssland. År 1882 återspeglades mottot i Kejsardömet Rysslands stora statsvapen, då vapnet antogs.
Det fanns även en modifierad version, som togs fram av ministern Sergej Uvarov (1786–1855), som löd "Ortodoxi, autokrati, nationalitet.''